# Iná Elias de Castro
Iná Elias de Castro é uma geógrafa política brasileira que estuda os vínculos entre território e representação política.
Em 1976 obteve o título de Mestre em Geografia na Universidade Federal do Rio de Janeiro (UFRJ) com um trabalho sobre disparidades espaciais no Brasil, sob a orientação de Lysia Bernardes. Desde 1979 leciona Geografia na mesma universidade. Em 1989, ela fez seu Doutorado. em Ciência Política no Instituto de investigação de Rio de Janeiro (IUPERJ-Tec) sob orientação de Sérgio Abranches Henrique com um trabalho sobre o Nordeste brasileiro. De 1990 até 1991, ela fez um Pós-Doutorado na Universidade de Paris-Descartes.
Seu artigo mais citado é o capítulo de livro O problema da escala, publicado em 1995 no livro Geografia: Conceitos e temas, publicado juntamente com Paulo César da Costa Gomes e Roberto Lobato Correa.

## Publicações
- O mito da necessidade: discurso e prática do regionalismo nordestino. Tese de doutorado. Rio de Janeiro: Bertrand Brasil, 1992. ISBN 8528601579
- O problema da escala. In: Iná Elias de Castro; Paulo César da Costa Gomes; Roberto Lobato Correa (org.). Geografia: conceitos e temas. Rio de Janeiro: Bertrand Brasil, 1995, p. 117-140. ISBN 8528605450
- Com Paulo César da Costa Gomes e Roberto Lobato Correa (org.). Brasil.: Questões atuais da reorganização do território. Rio de Janeiro: Bertrand Brasil, 1996.
- Seca versus seca: novos interesses, novos territórios, novos discursos no Nordeste. In: Iná Elias de Castro; Paulo César da Costa Gomes; Roberto Lobato Corrêa (org.). Brasil: questões atuais da reorganização do território. Rio de Janeiro: Bertrand Brasil, 1996, p. 283-324. ISBN 8528605884
- Imaginário político e território: natureza, regionalismo e representação. In: Iná Elias de Castro; Paulo César da Costa Gomes; Roberto Lobato Corrêa (org.). Explorações geográficas. Rio de Janeiro: Bertrand Brasil, 1997, p. 155-196. ISBN 8528606260